# Helmut Sonderegger
Helmut Sonderegger (* 20. August 1951 in Feldkirch, Vorarlberg) ist ein österreichischer Komponist, Musikpädagoge und Chorleiter.

## Leben
Helmut Sonderegger maturierte im Jahr 1970 am Bregenzer Bundesgymnasium. Das anschließende Lehramtsstudium in Musikpädagogik und Geschichte schloss er im Jahr 1979 an der Universität Innsbruck ab. Ab dem Jahr 1978 absolvierte er ein Kompositionsstudium am Tiroler Landeskonservatorium Innsbruck, welches er im Jahr 1983 mit der Reifeprüfung bei Günther Andergassen abschloss.
Im Jahr 1986 absolvierte er ein weiterführendes Studium der Musikpädagogik an der Hochschule Mozarteum. Seine Promotion zum Dr. phil. erfolgte im Jahr 1994 ebenda mit einer empirischen Arbeit zum Instrumentalunterricht an Musikschulen mit dem Titel „Der Instrumentalunterricht im Spannungsfeld soziokultureller, pädagogischer und biographischer Bedingungen: Beweggründe für den 'Lernabbruch’ an Musikschulen. Eine statistische Studie als Grundlage für prospektive kulturpolitische Schlussfolgerungen am Beispiel der Musikschulen in Vorarlberg.“
Seine erste Lehrtätigkeit in den Fächern Musikerziehung, Klavier, Orgel, Querflöte und Blockflöte übte Sonderegger in den Jahren von 1974 bis 1982 am BORG Feldkirch und an der Musikschule Walgau aus. Parallel dazu hatte er im Jahr 1979 eine Lehrtätigkeit in den Fächern Gehörbildung und Tonsatz, Einführung in wissenschaftliche Arbeitstechnik, Vokalpraktikum, Vokalensemble, Klavier (Pflichtfach) am Vorarlberger Landeskonservatorium Feldkirch.
Zudem unterrichtete er im Jahr 1996 das Fach Allgemeine Didaktik des Instrumentalunterrichts ebenda und veröffentlichte im selben Jahr das Buch „Beweggründe für den Lernabbruch an Musikschulen. Eine empirische Studie über den Instrumentalunterricht in Vorarlberg“.
Im Jahr 2000 wurde Helmut Sonderegger mit dem Kompositionspreis der Arbeitsgemeinschaft Europäischer Chorverbände (AGEC) ausgezeichnet.
Helmut Sonderegger ist Mitglied im Musikausschuss des Chorverbandes Vorarlberg und Initiator der Blattsingkurse „Singen nach Noten“.

„Kantabilität und Polyphonie sind die überwiegenden Grundelemente meines musikalischen Denkens. Ich habe noch keinen „Stil“ entwickelt; jede musikalische Aufgabe provoziert ihre eigene Klanglichkeit und ihre je eigene Materialeingrenzung. Ich bin kein Klangexperimentator, auch kein Neoromantiker, ich schließe mich keinen Moden an; mein musikalischer Weg wird von den jeweils spezifischen Herausforderungen einer Idee oder eines Auftrages bestimmt.“

## Auszeichnungen
- 2000: Kompositionspreis der Arbeitsgemeinschaft Europäischer Chorverbände (AGEC)[2]
- 2001: Ehren- und Fördergabe des Landes Vorarlberg[3]

## Werke (Auswahl)

### Ensemblemusik
- Trio für Flöte, Klarinette und Fagott (1978)[4]
- Drei kleine Stücke für Flöte und Fagott (1978)[4]
- Trio für Bratsche, Violoncello und Kontrabass (1982)[4]
- Vier Bagatellen zwischen Ernst und Heiter – für zwei Blechbläserquintette (1987)[4]
- Drei Stücke für Klarinettensextett (1990)[4]
- Ludium für Klavier zu vier Händen (1996)[4]
- Hörgedanken – für Bariton, Harfe, Cello, Blockflöte und Klarinette (1999)[4]
- Siegelspiele – Duo für Flöte und Klavier (2004)[4]

### Vokalmusik
- O Heiland reiss die Himmel auf – für gemischten Chor (1978)[4]
- Freundschaft – für gemischten Chor (1978)[4]
- Christ ist erstanden – für gemischten Chor (1979)[4]
- Nun danket alle Gott – Psalm für Orgel und gemischten Chor (1980)[4]
- Carmen saeculare 1985 – für gemischten Chor und Tonband (1985)[4]
- Wie Jesus gestorben und auferstanden ist – Introitus für gemischten Chor (1985)[4]
- Das Perlhuhn – für gemischten Chor nach Christian Morgenstern (1986)[4]
- Besinn(g)liche Mantate – für Männerchor (1986)[4]
- Das ästhetische Wiesel – für gemischten Chor nach Christian Morgenstern (1986)[4]
- Igel und Agel – für gleiche Stimmen nach Christian Morgenstern (1987/1996)[4]
- Intonation – für gemischten Chor nach Kurt Marti (1988)[4]
- daß andere Zeit wird! – für gemischten Chor, kleinen Männerchor und Orgel (1994)[4]
- Gioia – für gemischten Chor (2001)[4]
- Herr, wann??? – für gemischten Chor (2003)[4]
- Salve Maria – für Vokalquartett Sopran und Alt (2004)[4]
- Alleluja – für vierstimmigen gemischten Chor (12006)[4]
- Credo – Vokalquartett für Sopran, Alt, Tenor und Bass (2008)[4]
- Pater noster – für gemischten Chor (2008)[4]
- Triptychon „An Maria“ – Version für Chor a cappella (2010)[4]
- Selig seid ihr – für gemischten Chor (2010)[4]
- Vater unser – für gemischten Chor (GL 363) (2010)[4]

### Solomusik
- Fantasia per organo – Solo für Orgel (1982)[4]
- Passacaglia für Orgel (1985/1990)[4]
- B-A-C-H – Klang(t)räume 2000 – Solo für Orgel (2000)[4]
- Vorspiele zu drei Psalmvertonungen – Solo für Klarinette (2008)[4]